# تپه چیا قورعلی
تپه چیا قورعلی در شهرستان سلسله، بخش فیروزآباد، دهستان فیروزآباد، ۴۰۰ متری شمال غرب روستای سیف آباد واقع شده و این اثر در تاریخ ۲۸ اسفند ۱۳۸۵ با شمارهٔ ثبت ۱۸۷۹۹ به‌عنوان یکی از آثار ملی ایران به ثبت رسیده است.